# Королівство Гаїті
Королівство Гаїті (фр. Royaume d'Haïti, гаїт. креол. Wayòm Ayiti) — монархічна держава, яка існувала на території півночі Гаїті з 1811 до 1820 року.

## Історія

### Заснування
28 березня 1811 року президент Держави Гаїті Анрі Крістоф проголосив Гаїті королівством, а себе — королем Анрі I (Генріхом). Через те, що після вбивства імператора Жана-Жака Дессаліна країна розкололась навпіл, король контролював лише північну частину Гаїті, у той час як на півдні знаходилась Республіка Гаїті. 2 червня відбулась урочиста церемонія коронації монарха: священик водрузив на голову Кристофа золоту корону та вручив йому скіпетр, який також був виготовлений із золота.

### Політика Анрі I
За дев'ять років свого правління Анрі I збудував 6 замків, 8 палаців (у тому числі й палац Сан-Сусі та цитадель Лафер'єр, побудовану для захисту королівства від можливого вторгнення французів). Силами короля були також створені поліція та регулярна армія Гаїті, призначені для підтримки порядку, була прийнята конституція.

### Ліквідація
Перенісши інсульт і втративши підтримку серед гаїтян через диктаторські методи керування країною, 8 жовтня 1820 року Анрі I закінчив життя самогубством та був похований у збудованій ним самим цитаделі Лафер'єр. Його син та наступник Жан-Віктор Анрі був убитий революціонерами через 10 днів після загибелі батька. Після цього територія королівства приєдналась до півдня Гаїті, увійшовши до складу Республіки.